# Победино (Славский район)
Победино — посёлок в Славском районе Калининградской области. Входит в состав Большаковского сельского поселения.

## География
Посёлок расположен на левобережье реки Осы (бассейн Немонина), в 66,7 км по прямой к востоко-северо-востоку от Калининграда; в 1 км к юго-востоку располагается ближайший соседний посёлок Большаково.

## Население
| 2002 | 2010 |
| ---- | ---- |
| 174  | ↗203 |

## История
До 1938 года назывался Эндрайен. В 1938 году властями гитлеровской Германии был переименован в Оссерфельде в рамках кампании по упразднению в Восточной Пруссии топонимики прусско-литовского происхождения.
В 1946 году населенный пункт Оссерфельде был переименован в поселок Победино.